# Södervärnstornet
Södervärnstornet är ett gammalt vattentorn i centrala Malmö, beläget i delområdet Möllevången, Södra Innerstaden, vid Nobelvägen. Tornet stod klart 1916 och försåg Malmö med vatten till och med 2015.
Den dåvarande (1916) stadsarkitekten Salomon Sörensen har ritat Södervärnstornet som vid den tiden ansågs som ett av Malmös arkitektoniska mästerverk med sin muskulösa utformning. Fasaden murades med tegel från Börringe tegelbruk, Lomma tegelfabrik och Helsingborgs Ångtegelbruk.
Södervärnstornets höjd är 54 m och kan klassas som ett av Skånes högsta vattentorn. Kapaciteten är två miljoner liter vatten och byggdes eftersom de äldre vattentornen på Kirseberg och i Pildammsparken inte räckte till.
På fasaden fanns ett under koppartaket något ljusare parti. Detta tillkom i april 1983, då en byggnadsställning rests vid tornet på grund av takreparationer. En klottrare tog sig då upp i byggnadsställningen och målade dit texten "MÖRDA BILAR HATA DATA". Det krävdes blästring för att få bort klottret och man kan därför än i dag se var det var placerat. I samband med en reklamkampanj för kondomanvändning under 00-talets mitt gjordes bilder med Södervärnstornet iklädd en kondom. Kampanjen skapades av en elev vid Mediegymnasiet.[källa behövs]
Tornet hamnade i kommunal ägo 2018 då VA SYD överlät byggnaden till Malmö stad.
Efter att vattentornet pensionerades har planer på att omvandla det till ett bostadshus diskuterats. Malmö stad emottog erbjudanden från privata fastighetsbolag som uttryckte intresse för att köpa tornet och omvandla det till en bostadsbyggnad.
Tornets tak genomgick en omfattande renovering 2022–2023. Större delen av den ärgade kopparplåten byttes då ut mot ny, vilket gett taket ett annorlunda utseende jämfört med tidigare.
Medan renoveringen pågick lät representanter för Malmö stad meddela att planerna på försäljning av vattentornet har pausats. Kommunen vill istället ge tornet ett "allmänt ändamål" då tornet enligt tekniska nämndens ordförande är "[...] för unikt för att 'bara' förvandlas till bostäder och kontor". En lokal förening har fått i uppdrag att undersöka vad områdets boende tycker tornet ska fylla för funktion i framtiden.
Lokalt ges tornet ibland smeknamnet Kuken, eftersom vissa ser tornets form som fallosliknande.